# Lunar Lander
Pour le jeu vidéo de 1979, voir Lunar Lander (jeu vidéo, 1979).

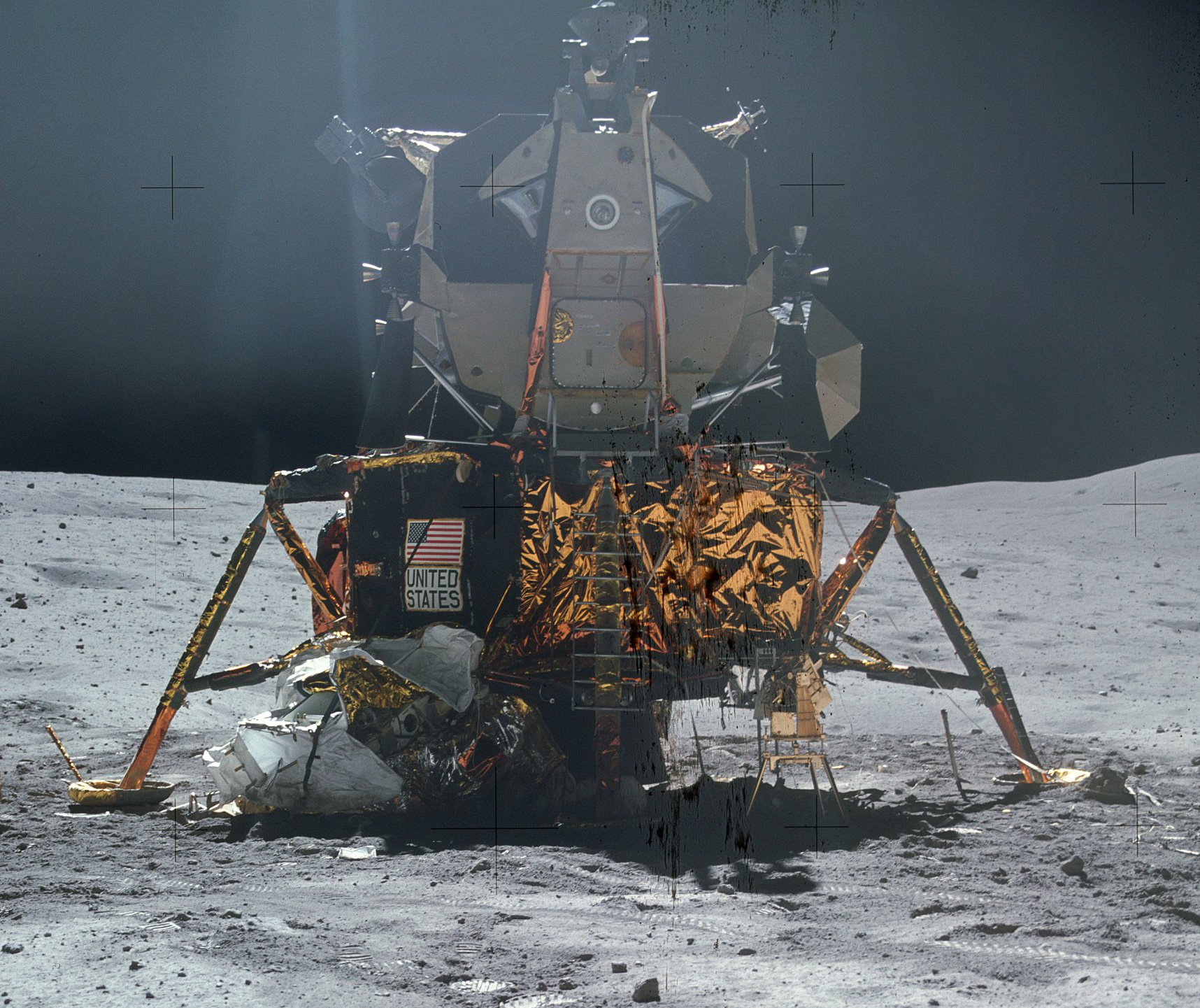
Atterrisseur Apollo 16 LM

Le Lunar Lander est un genre de jeux vidéo vaguement inspiré de l’atterrissage du module lunaire Apollo sur la Lune. Dans ce genre de jeu, le joueur dirige généralement un vaisseau spatial et tente de le faire atterrir sur la Lune ou sur un autre corps céleste en utilisant ses propulseurs pour ralentir et contrôler sa descente jusqu’à l’aire d’atterrissage. Heurter le sol ou un obstacle à une vitesse trop grande ou manquer de carburant entraine la défaite du joueur. 
Le principe du Lunar Lander trouve son origine dans un jeu en mode texte intitulé Lunar et programmé par Jim Storer en FOCAL sur un mini-ordinateur PDP-8 en 1969. Le jeu fait ensuite l’objet de deux adaptations en BASIC par d’autres programmeurs. En 1970 ou 1971, il est converti en BASIC par David H. Ahl qui publie son code source et celui de ses deux adaptations dans son livre 101 BASIC Computer Games en 1973. La même année, la Digital Equipment Corporation commande la création d’un jeu de type Lunar Lander en temps réel et doté de graphismes. Le jeu est programmé par Jack Burness et est baptisé Moonlander. Il est ensuite distribué avec les ordinateurs de DEC et présenté lors de salons professionnels. En 1979, Atari adapte le principe du Lunar Lander sur borne d’arcade sous le titre Lunar Lander qui bénéficie de graphismes vectoriels et qui permet au joueur de faire le plein de carburant en remettant un quarter dans la borne. 
Au début des années 1980, le principe du Lunar Lander est adapté sur la plupart des micro-ordinateurs de l’époque.

## Jeux textuels
Le principe du Lunar Lander trouve son origine dans un jeu en mode texte de 1969 connu sous le titre de Lunar ou de Lunar Landing Game,. Celui-ci est programmé en FOCAL par Jim Storer sur un mini-ordinateur PDP-8 pendant l’automne 1969 alors qu’il étudie à la Lexington High School,. Il distribue ensuite son code source par l’intermédiaire d’une lettre d'information de la Digital Equipment Corporation (DEC).
Le jeu fait alors l’objet de plusieurs adaptations dont notamment deux versions en BASIC : Rocket de Eric Peters et LEM de William Labaree. Dans ces trois premières versions, le joueur tente de faire atterrir sur la Lune une fusée qu’il contrôle via une interface en ligne de commande. Le jeu se déroule au tour par tour et à chaque tour, le programme affiche à l’écran la position actuelle de la fusée et sa vitesse par rapport au sol.
Le principe est, à chaque tour, d'entrer une poussée des réacteurs pour contrebalancer l'attraction gravitationnelle de la lune, avec un stock de carburant limité. Trop peu de poussée mène à l'écrasement, et trop de poussée mène à l'épuisement du carburant ou à une reprise d'altitude, ce qui correspond à un gaspillage de carburant. L'altitude et la vitesse du vaisseau, et le carburant restant est affiché à chaque tour.
Dans la première version, le joueur ne gère que la poussée verticale de la fusée, en fonction de sa vitesse verticale et la quantité de carburant disponible, et chaque tour représente une seconde de déplacement. La version d’Eric Peters ajoute une représentation textuelle de la distance qui sépare la fusée du sol. La version de William Labaree ajoute la gestion de la vitesse horizontale et permet au joueur d’appliquer un angle à la poussée de la fusée.
David H. Ahl, qui travaille à l’époque pour DEC, adapte Lunar et Hamurabi en BASIC en 1970 et 1971 pour entre autres faire une démonstration de la programmation en BASIC sur le mini-ordinateur PDP-8. Leur popularité le conduit à commencer à publier le code source de jeux en BASIC, qu’il programme ou qui lui sont soumis par des lecteurs, dans la lettre d’information de DEC,. En 1973, il publie le livre 101 BASIC Computer Games qui devient rapidement un best-seller en diffusant le code source de nombreux jeux sur ordinateur, dont les trois versions de Lunar Lander qui sont renommées ROCKET, ROCKT1 et ROCKT2.
David Ahl et Steve North adaptent ensuite ces trois versions en Microsoft BASIC pour les publier dans le magazine Creative Computing puis dans le livre Best of Creative Computing (1976). Elles sont republiées dans BASIC Computer Games (1978) sous leurs titres originaux et en tant que versions les plus populaires des jeux de Lunar Lander.
En 1976, le jeu porté sur la calculatrice programmable HP-65 sous le nom de Moon Rocket Landing est la deuxième carte magnétique la plus vendue pour cette machine.
En 1979, alors que le concept est décliné sur différentes plateformes et en différents langages, le Lunar Lander commence à être considéré comme un sous-genre de jeu vidéo à part entière,.

## Jeux graphiques

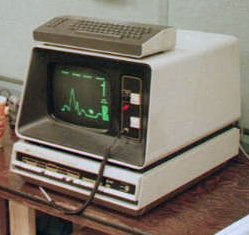
Le jeu Moonlander fonctionnant sur un terminal DEC GT40

### Première adaptation graphique
En 1973, la Digital Equipment Corporation (DEC) commande la création d’une version de Lunar Lander en temps réel et avec des graphismes en vue de démontrer les capacités du terminal informatique DEC GT40 lorsqu’il est connecté à un mini-ordinateur PDP-10 ou PDP-11. Cette nouvelle version est programmée par l'un de leurs consultants, Jack Burness, et est baptisée Moonlander. Elle est distribuée avec les ordinateurs de DEC et est présentée lors de plusieurs salons professionnels,.
Contrairement à ses prédécesseurs, le jeu bénéficie de graphismes et est en temps réel. L’objectif du joueur reste de faire atterrir un module lunaire sur la Lune en utilisation les données télémétriques de ce dernier. Si le joueur ne calcule pas correctement la trajectoire du module, celui-ci peut se perdre dans l’espace ou s’écraser à la surface de la Lune. Le joueur contrôle le module à l’aide d’un crayon optique qui lui permet de régler sa poussé et son inclinaison. La surface de la Lune et le module sont représentés à l’écran en image vectorielle.
Pour le créer, Jack Burness s’inspire des nombreux adaptations de Lunar disponibles en 1973 plutôt que du jeu original qu’il ne se souvient pas avoir essayé. Pour définir la quantité de carburant nécessaire pour manœuvrer le module, il se base notamment sur les spécifications du module lunaire Apollo qu’il récupère auprès du Massachusetts Institute of Technology qui a participé à sa conception. Il termine la programmation du jeu en seulement dix jours.

### Adaptation sur borne d'arcade
En août 1979, Atari adapte le principe du Lunar Lander sur borne d’arcade sous le titre Lunar Lander. Cette nouvelle version est dotée de graphismes vectoriels en noir et blanc qui représentent le module et la surface de la Lune. Des informations sur la vitesse, l’altitude et la quantité de carburant du module sont par ailleurs affichées en haut de l’écran. Deux boutons permettent au joueur de définir l’inclinaison du module et une poignée lui permet d’allumer son moteur avec une puissance proportionnelle à la traction qui lui est appliquée. Une partie n’a pas de limite de temps. Elle se termine lorsque le joueur est à court de carburant et remettre un quarter dans la borne permet de remplir le réservoir. Le jeu propose quatre niveaux de difficulté qui influent sur les zones d'alunissage et les contrôles du module.  
Lunar Lander est le premier jeu d’Atari à utiliser des graphismes vectoriels et le premier jeu vidéo à offrir plusieurs points de vue : lorsque le module s’approche de la surface, le jeu zoome sur le module,. Son moteur graphique s’inspire du jeu  Space Wars (1978) créé par Rick Moncrief et Howard Delman, qui collaborent avec Rich Moore pour développer Lunar Lander. L’idée du jeu est proposée par Howard Delman, qui a eu l’occasion d’essayer Moonlander lors d’une visite à la NASA quelques années auparavant.
Un autre jeu sur borne d’arcade basé sur le principe de Lunar Lander est produit la même année par Taito Corporation sous le titre de Lunar Rescue.

### Autres adaptations
Au début des années 1980, le principe du Lunar Lander est adapté sur de nombreuses plateformes. Le concept fait ainsi l’objet de plusieurs adaptations sur Apple II dont le jeu Tranquility Base (1980) de Bill Budge. Il est aussi adapté par HAL Laboratory sur Commodore VIC-20 et Commodore 64 sous le titre Jupiter Lander (1981) avant d’être porté sur IBM PC sous le titre Rocket Lander (1982),. Le concept est également repris et amélioré par Tom Hudson avec le jeu Retrofire (1983) sur Atari 8-bits qui ajoute une troisième dimension avec l’utilisation de graphismes en 3D isométrique.
Dans les années 1990, le concept est également adapté sur PC en shareware avec Lander (1990) de George Moromisato et sur Game Boy avec Lunar Lander (1990). Le premier Lunar Lander en trois dimensions est développé et publié par Psygnosis sur PC sous le titre de Lander (1999). Lunar Flight (2012) de Shovsoft reprend le concept du genre pour en faire une simulation réaliste.
Parmi les autres jeux du genre, on peut citer : 
- Lunar Lander d'Adventure International (1981)[14],[15] ;
- Apollo 11 de Darkstar (1983) ;
- Lunar Take d'Ediciones Manali (1989) ;
- Lander de TMA (1990)[16] ;